# Freedom! ’90
Freedom! ’90 – singel George’a Michaela wydany w 1990 przez wytwórnię Columbia Records. Utwór ten został napisany, wyprodukowany i wykonywany przez artystę. Końcówka „'90” dodana do tytułu znalazła się tam by zapobiec zbieżności z utworem zespołu Wham!, który również nazywa się „Freedom”.
"Freedom! ’90” jest trzecim singlem z płyty Listen Without Prejudice Vol. 1, który stał się hitem zajmując ósme miejsce w notowaniach w Stanach Zjednoczonych. Piosenka odnosi się do ostatnich sukcesów George’a Michaela z Wham!, ale też pokazuje nową stronę siebie jako człowieka, który jest bardziej cyniczny w stosunku do branży muzycznej niż wcześniej. W teledysku nie pojawia się postać George’a Michaela, gdyż artysta odmówił pojawienia się w teledysku. Zamiast niego pojawiają się modele, którzy wykonują synchronizację ruchu warg.
George Michael wykonał tę piosenkę podczas ceremonii zamknięcia Letnich Igrzysk Olimpijskich 2012 w Londynie.

## Teledysk
W 1990 roku, George Michael był tak zmęczony presją sławy, że oświadczył w wywiadzie dla Los Angeles Times, że nie chce uczestniczyć w żadnych sesjach zdjęciowych i teledyskach. Choć później ustąpił i postanowił nakręcić teledysk do swojej nowej piosenki, nadal odmawiał występu w nim. Zamiast tego, zainspirowany zdjęciem z udziałem Naomi Campbell, Tatjany Patitz, Cindy Crawford, Lindy Evangelisty i Christy Turlington, wykonanym przez Petera Lindbergha na okładkę brytyjskiej edycji Vogue’a w styczniu 1990, piosenkarz postanowił poprosić modelki o udział w teledysku. W teledysku wzięli też udział modele: John Pearson, Mario Sorrenti, Scott Benoit, Peter Formby i Todo Segalla. Początkowy spór dotyczący wynagrodzeń supermodelek został zażegnany, gdy Annie Veltri, reprezentująca Crawford, Evangelistę, Campbell i Patitz w agencji Elite Model Management, wyjaśniła, że każda z modelek otrzyma równe wynagrodzenie.
Teledysk do piosenki wyreżyserował David Fincher, który był wcześniej odpowiedzialny m.in. za reżyserię teledysku do utworu "Express Yourself" śpiewanej przez Madonnę. W zespole odpowiadającym za teledysk znaleźli się także Camilia Nickerson (stylistka ubrań, późniejsza redaktorka Vogue), Guido Palau (stylista fryzur) i wizażystka Carol Brown. Teledysk nagrany został w ogromnym budynku w londyńskiej dzielnicy Merton, którą Nickerson określała jako "wspaniałość, mająca styl Łowcy androidów". Mimo odmowy, Michael był obecny na planie. Scenorys z 92 szkicami wymagał, aby wszyscy byli nagrywani w różne dni, z wyjątkiem Evangelisty i Turlington, które pojawiały się razem na scenie. Każdy otrzymywał zwrotkę do synchronizacji ruchu warg. W refrenie utworu, Fincher wyobraził sobie trzy kultowe elementy z teledysku Michaela do utworu „Faith” z 1987, które symbolizowały jego publiczny wizerunek w tamtym czasie, czyli skórzana kurtka, gitara oraz szafa grająca; wszystkie przedmioty eksplodowały, z wyjątkiem kurtki, która została podpalona. Dodatkowo, gdy włożono utwór „Faith” do fonograficznej szafy grającej a igła dotykała płyty winylowej, emitowano wiązkę laserową w płycie „Freedom! ’90” włożonej do odtwarzacza CD.

## Notowania
Utwór „Freedom! ’90” trwa sześć i pół minuty, jednak została stworzona krótsza wersja radiowa. Dodanie roku do tytułu miało odróżnić od piosenki „Freedom” zespołu Wham! (1. miejsce w notowaniach w Wielkiej Brytanii w 1984 i 3. miejsce w Stanach Zjednoczonych w 1985). Był to drugi singel z jego amerykańskiej płyty, Listen Without Prejudice Vol. 1 a artysta zarobił fortunę po obu stronach Atlantyku. Utwór osiągnął 28. miejsce na notowaniu UK Singles Chart, natomiast osiągnął sukces w USA w notowaniu Billboard Hot 100 osiągając ósme miejsce a tam łącznie sprzedano pół miliona egzemplarzy tego singla dzięki czemu uzyskał on status złotej płyty certyfikowanej przez RIAA. Pozostał on na liście Billboard Top 40 przez dwanaście tygodni na przełomie 1990 i 1991 roku, natomiast w Kanadzie osiągnął szczyt notowań list przebojów.

## Notowania i certyfikacje

### Tygodniowe notowania
| Notowania (1990–1991)                            | Pozycja |
| ------------------------------------------------ | ------- |
| Australia                                        | 18      |
| Austria                                          | 25      |
| Francja                                          | 23      |
| Holandia                                         | 8       |
| Irlandia                                         | 17      |
| Kanada                                           | 1       |
| Niemcy                                           | 41      |
| Nowa Zelandia                                    | 13      |
| Stany Zjednoczone (Billboard Hot 100)            | 8       |
| Stany Zjednoczone (Billboard Adult Contemporary) | 27      |
| Stany Zjednoczone (Billboard Hot Dance Songs)    | 16      |
| Szwecja                                          | 20      |
| Wielka Brytania                                  | 28      |

### Końcoworoczne notowania
| Notowania (1991)                      | Pozycja |
| ------------------------------------- | ------- |
| Stany Zjednoczone (Billboard Hot 100) | 95      |

### Certyfikacje
| Kraj              | Status |
| ----------------- | ------ |
| Stany Zjednoczone | Złota  |

## Formaty i lista utworów
CD (USA)
(wydany 15 grudnia 1990)
1. „Freedom! ’90” - 6:29
2. „Fantasy” - 4:12

## Covery
- Lance Bass i Peter Dante, którzy grali w filmie Państwo młodzi: Chuck i Larry wykonali cover utworu Freedom '90 przed napisami końcowymi filmu
- Grupa „Alvin i wiewiórki” nagrały tę piosenkę na ich album „The Chipmunks Rock the House” z 1991
- Piosenka została użyta w serialu Diabli nadali w 25. odcinku szóstego sezonu pt. „Bed Spread"
- Alicia Keys wykonała tę piosenkę podczas MTV Video Music Awards 2007
- W siódmym sezonie w finale programu American Idol najlepsza dwunastka wykonała medley razem z utworami „Faith” i „Father Figure”
- Utwór został wykorzystany jako piosenka przewodnia komputerowego filmu animowanego – Film o pszczołach z 2007
- Piosenka została wykorzystana w amerykańskiej reklamie telewizyjnej karty kredytowej Chase Freedom
- W siódmym sezonie serialu U nas w Filadelfii główni bohaterowie wykonują rutynowy taniec do piosenki podczas spotkania w szkole średniej
- Kelly Clarkson, Robin Thicke, John Legend i Jennifer Nettles wykonali utwór w programie „Duets” emitowanym na kanale ABC

## Wersja Robbiego Williamsa
Freedom – cover utworu George’a Michaela wykonany przez Robbiego Williamsa wydany jako singel 12 sierpnia 1996. Jest to pierwszy singel artysty po odejściu z zespołu Take That w lipcu 1995. Utwór osiągnął drugą pozycję w notowaniu UK Singles Chart, o 26 pozycji wyżej niż oryginał. Nie znalazł się on na żadnej płycie aż do 2010 kiedy piosenkarz wydał album In and Out of Consciousness: The Greatest Hits 1990–2010 z najlepszymi utworami w dotychczasowej karierze. Do końca 1996 roku singel został sprzedany w 280.000 egzemplarzach i uzyskał status srebrnej płyty certyfikowanej przez BPI.
Robbie Williams opuścił Take That rok wcześniej zatem mógł się identyfikować z wieloma sentymentami w tej piosence, choć artysta nie użył w swojej wersji fragmentu „we had every bigshot goodtime band on the run boy, we were living in a fantasy”. Teledysk przedstawia Williamsa tańczącego nad morzem i w polu świętując odejście z grupy.

### Lista utworów
CD 1 (Wielka Brytania)
1. „Freedom”
2. „Freedom” (Arthur Baker Mix)
3. „Freedom” (Instrumental)
4. „Interview – Part One”

CD 2 (Wielka Brytania)
1. „Freedom” (Radio Edit)
2. „Freedom” (The Next Big Genn Mix)
3. „Freedom” (Arthur Baker’s Shake And Bake Mix)
4. „Interview – Part Two”

### Notowania
| Notowania (1996)  | Pozycja |
| ----------------- | ------- |
| Australia         | 6       |
| Austria           | 19      |
| Belgia (Flandria) | 16      |
| Belgia (Walonia)  | 16      |
| Finlandia         | 7       |
| Holandia          | 12      |
| Irlandia          | 6       |
| Niemcy            | 10      |
| Nowa Zelandia     | 39      |
| Szwajcaria        | 8       |
| Szwecja           | 24      |
| Wielka Brytania   | 2       |
| Włochy            | 8       |